# 人情質屋の事件台帳
『人情質屋の事件台帳』（にんじょうしちやのじけんだいちょう）は、2001年と2002年にTBS系「月曜ミステリー劇場」で放送されたテレビドラマシリーズ。全2回。主演は余貴美子。

## キャスト

### 本城質店
本城真理
演 - 余貴美子
辰之助の一人娘。結婚に失敗しており、2度も出戻ってくる。宝石鑑定士の資格を取るが雇ってくれる宝石店がなかったため、本城質店内に「本城宝石鑑定室」を設置し営業している。
本城辰之助
演 - いかりや長介
真理の父。本城質店の店主で自称・人間鑑定士。昔気質の親父。真理には家業を継いで欲しいと思っている。

### その他
田沢健太郎
演 - 渡辺いっけい
所轄刑事。真理に想いを寄せている。
河村雄蔵
演 - 高木ブー
ラーメン店主。本城質店の近所。
中森
演 - でんでん
本城質店の定連客。競馬好き。
河村幸江
演 - 呉恵美子（第2作）
河村の妻。
大蔵恵子
演 - 根岸季衣
本城質店の近所。

### ゲスト
第1作「激安商法殺人事件」（2001年）
- 桜田一寿 - 河原崎建三
- 桜田芙佐子 - 朝加真由美
- 雨宮恵美子 - 水島かおり
- 雨宮直子（真理の鑑定士学校時代の親友） - 舟木幸
- 久保田敦子 - 大竹一重
- 五十嵐保（宝石の激安ツアーの主催者の一人） - 団時朗
- 飯田しずえ（豆腐屋） - 正司照枝

第2作「悪徳商法殺人事件」（2002年）
- 山口真奈美（エンパイアコーポレーション 幹部・本名「竹内伸子」） - 青田典子
- 酒井頼子（ジュエリーサカイ 店主・真理の鑑定士時代の友人） - 未來貴子
- 浅野香織（伸子の友人） - 川越美和
- 佐藤敏之（チンピラ風の男） - 永倉大輔
- 島田靖男（愛宕ローン 従業員） - 大河内浩
- 竹内健太（伸子の連れ子） - 島田智之介
- 私設私書箱「東上野私書箱センター」従業員 - 中村方隆
- クリスタルパーティーの司会 - 坂田雅彦
- 東信建商 社員 - すわ親治
- 不動産屋 - 笠井一彦
- 大冨建設不動産 社員 - 朝倉伸二
- 高山五郎（エンパイアコーポレーション 最高幹部） - 隆大介
- 副島小枝子（ホステス） - 菊地裕子
- 風呂屋 - 横山あきお
- 竹内正則（真理の幼馴染） - 中本賢

## スタッフ
- 脚本 - 山田耕大
- 監督 - 猪崎宣昭
- プロデューサー - 大野豊、青島武、安藤勇二（第2作）
- 制作協力 - G・カンパニー（第1作）、シー・アイ・エー（第2作）
- 製作 - ワールドテレビジョン、TBS

## 放送日程
| 話数 | 放送日        | サブタイトル     | 脚本     | 監督     |
| ---- | ------------- | ---------------- | -------- | -------- |
| 1    | 2001年07月9日 | 激安商法殺人事件 | 山田耕大 | 猪崎宣昭 |
| 2    | 2002年12月9日 | 悪徳商法殺人事件 | 山田耕大 | 猪崎宣昭 |